# Kurt Taussig

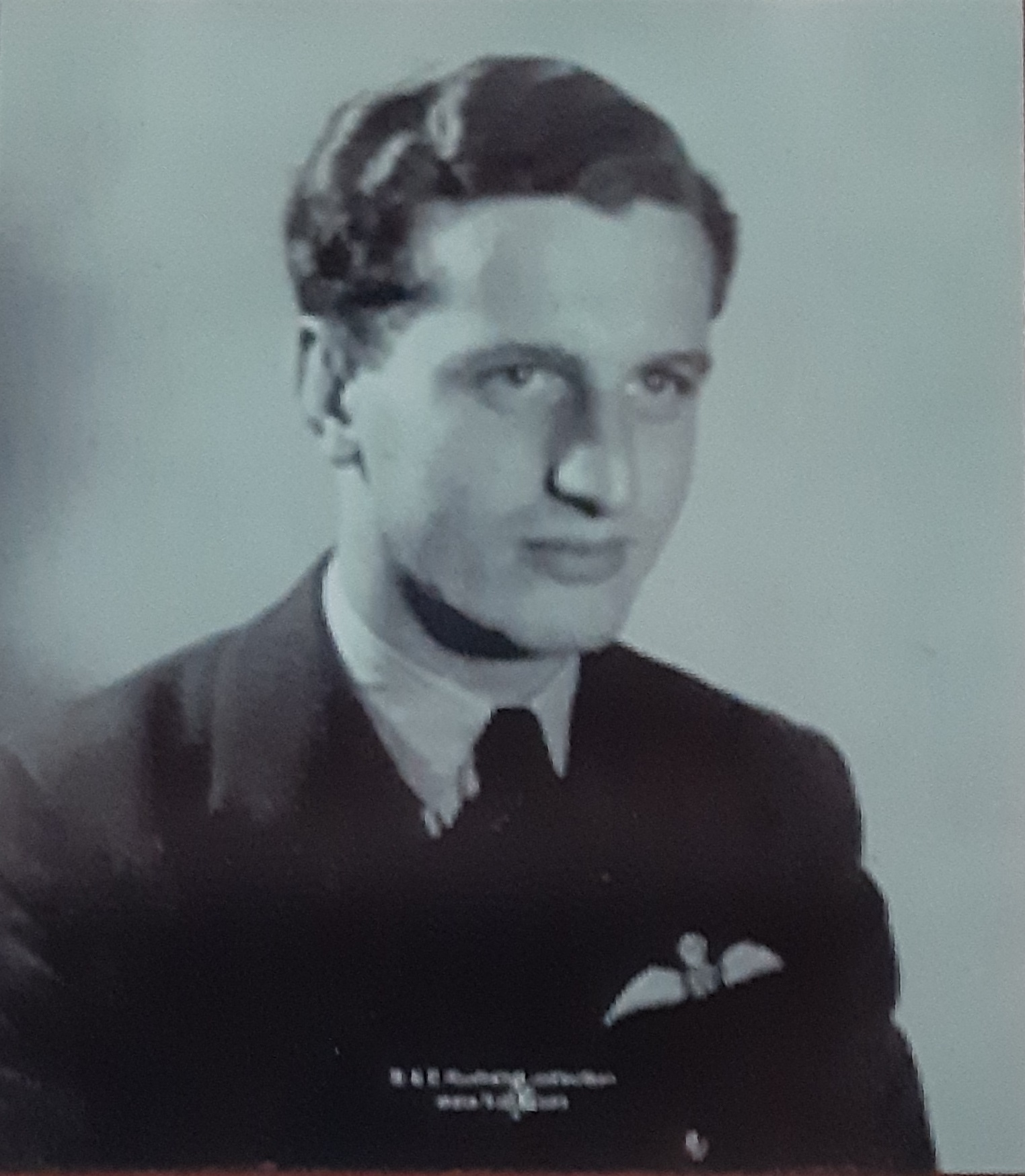
Kurt Taussig

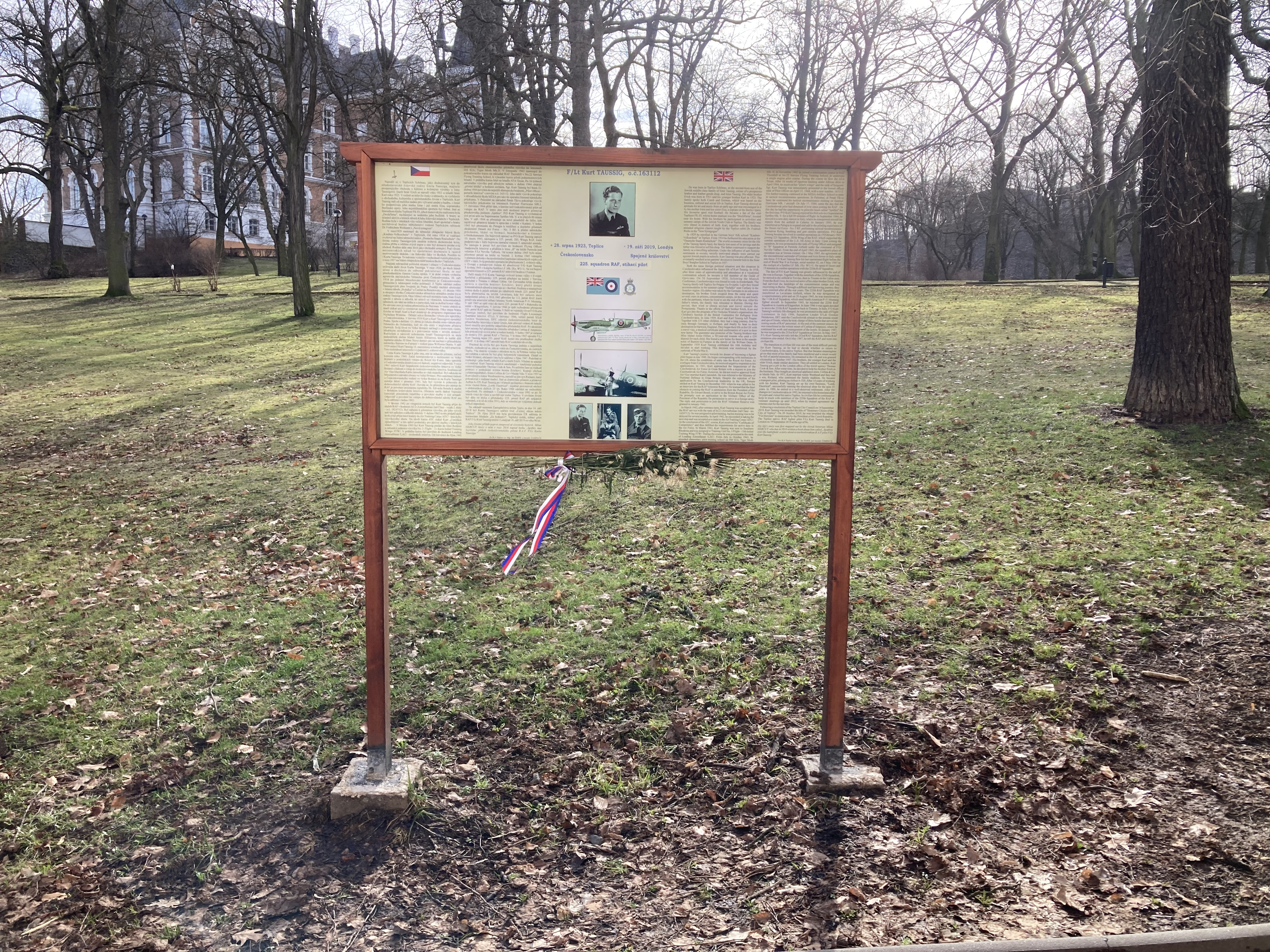
Kurt Taussig – Informationstafel in Teplice (Teplitz)

Kurt Taussig (* 28. August 1923 in Teplice-Šanov (deutsch Teplitz-Schönau), Tschechoslowakei; † 19. September 2019 in London) war ein tschechoslowakischer Kampfpilot, der im Zweiten Weltkrieg in der Royal Air Force kämpfte.

## Leben
Kurt Taussig wurde als Sohn des jüdischen Pelzhändlers Emil Taussig geboren, ab 1929 besuchte er die deutsche Knabenvolksschule, ab 1934 die Deutsche Staats Realschule in Teplice, in der nach seiner Aussage einiges in Deutsch, anderes in Tschechisch gelehrt wurde. Die Familie sprach Deutsch und Tschechisch. Während der Wirtschaftskrise der 1930er Jahre war seine Familie mittellos, da ihr Geschäft durch die Wirtschaftskrise zerstört wurde. Seine Ausbildung zum Optiker absolvierte er in Most (Brüx). Im Alter von fünfzehn Jahren wurde er in ein Internierungslager gebracht, wo er mehrere Wochen verbrachte. Dank der Organisation von Sir Nicholas Winton gelang es ihm und seinem Bruder Charles, einem Konzentrationslager zu entgehen. Er war in einem der von Winton organisierten Kindertransporte. Seine Eltern und der älteste Bruder wurden in ein Konzentrationslager deportiert. 1939 erreichte er Großbritannien, wo er sich anschließend bei der Royal Air Force (RAF) bewarb. Seine Ausbildung absolvierte er in Südrhodesien und Palästina, wo er beim britischen 225. Geschwader diente. 1942 meldete er sich bei der Tschechoslowakischen Armee, wurde jedoch wegen seiner deutschen Herkunft nicht aufgenommen. Eine andere Quelle nennt zu geringe Tschechischkenntnisse als Grund. 1944 diente er als Überführungspilot in der 2. Überführungseinheit der RAF in Sizilien. Erst Anfang 1945 nahm er als Pilot einer Spitfire an Kampfeinsätzen in den Reihen der Britischen Luftwaffe teil.
Nach über 50 Einsätzen bis Kriegsende diente er weiter in der RAF in Italien und Österreich. Er verließ den Dienst in der 225. Squadron am 7. Januar 1947 und lebte danach in Großbritannien. 
Seine Lebensgeschichte wurde erstmals vom slowakischen Historiker Milan Herčút beschrieben, der 2016 ein Buch über ihn schrieb: „Spitfiry nad bojištěm: Příběh československého pilota RAF F/Lt Kurta Taussiga“. Einer breiteren Öffentlichkeit wurde seine Geschichte in Tschechien erst durch eine Reihe von Reportagen und den darauffolgenden Dokumentarfilm "Nowhere to Belong" des tschechischen Fernsehreporters Jan Beránek aus dem Jahr 2019 bekannt. Der Dokumentarfilm wurde später mit dem Milena-Jesenská-Sonderpreis des Deutsch-Tschechischen Zukunftsfonds ausgezeichnet.
Mit Beschlusses des Stadtrates von Teplice vom 14. September 2018 erhielt Kurt Taussig den Titel eines Ehrenbürgers der Stadt Teplice. Am 19. September 2019 verstarb er in London. Er war der vorletzte noch lebende RAF-Pilot der tschechoslowakischen Exilarmee, neben Emil Boček.